# پل گریفیث (فیلسوف)
پل ای. گریفیث (به انگلیسی: Paul E. Griffiths)، استاد فلسفه در دانشگاه سیدنی است و در فلسفه علم، به‌ویژه فلسفه زیست‌شناسی کار می‌کند. او در سال ۱۹۶۲ در انگلستان متولد شد و در سال ۱۹۸۴ مدرک لیسانس خود را از دانشگاه کمبریج دریافت کرد و مدرک دکتری خود را در فلسفه از دانشگاه ملی استرالیا در سال ۱۹۸۹ زیر نظر کیم استرلنی دریافت کرد. او پیش‌تر در دانشگاه پیتسبرگ، دانشگاه کوئینزلند و دانشگاه اتاگو تدریس می‌کرد. او بخشی از هر سال را در دانشگاه اکستر در ایجنیس: مرکز مطالعات علوم زیستی می‌گذراند. گریفیث عضو انجمن پیشبرد علوم آمریکا و آکادمی علوم انسانی استرالیا است.
گریفیث همراه با راسل گری دیدگاهی نظری در مورد رشد بیولوژیکی، وراثت و تکامل به‌نام «نظریه سیستم‌های رشدی» (DST) توسعه دادند.
در سال ۱۹۹۹، گریفیث به همراه مشاور سابقش، کیم استرنی، جنسیت و مرگ را منتشر کرد، که درمان جامعی برای مشکلات و موقعیت‌های جایگزین در فلسفه زیست‌شناسی بود. این کتاب تعدادی از مواضع ارائه‌شده در مقالات قبلی را در مورد طیفی از موضوعات در فلسفه زیست‌شناسی گنجانده‌است.
آخرین کتاب او که در سال ۲۰۱۳ با همکاری کارولا استوتز منتشر شد، بر فلسفه ژنتیک تمرکز دارد.

## کتاب‌ها

### تک‌نگاری
- گریفیث، پی ای (۱۹۹۷). احساسات واقعاً چیست: مشکل مقوله‌های روان‌شناختی. شیکاگو، انتشارات دانشگاه شیکاگو.
- کیم استرنلی و پی ای گریفیث(۱۹۹۹) جنسیت و مرگ: مقدمه‌ای بر فلسفه زیست‌شناسی. شیکاگو، انتشارات دانشگاه شیکاگو.
- گریفیث، پی ای، و استوتز، کی (۲۰۱۳). ژنتیک و فلسفه: مقدمه. نیویورک: انتشارات دانشگاه کمبریج.

### ویرایش
- گریفیث، پی‌ای (ویرایش) (۱۹۹۲). درختان زندگی: مقالاتی در فلسفه زیست‌شناسی. دوردرخت، کلوور.
- اویاما، اس. پی‌ای گریفیث و آردی گری (ویرایش‌ها) (۲۰۰۱). چرخه‌های اقتضایی: سیستم‌های توسعه و تکامل. انتشارات ام‌آی‌تی.

### مقاله
عبور از پل میلوین: چه زمانی تبیین‌های فرگشتی باورها، باورها را از بین می‌برند؟(۲۰۱۵) با همکاری جان اس. ویلکینز (John S. Wilkins) در کتاب: داروین در قرن بیست و یکم: طبیعت، انسانیت و خدا (صص 201-231) ، ناشر: انتشارات دانشگاه نوتردام  در این مقاله عنوان شده‌است که ذهن انسان مانند سایر حیوانات محصول فرگشت است، این شک مطرح است که چرا تصور کنیم که باورهایی که آنها تولید می‌کنند درست هستند، نه صرفاً مفید؟ این برهان را در مورد اعتقادات در سه حوزه مختلف اخلاق، دین و علم بررسی شده‌است. ساده‌ترین پاسخ به شک تکاملی این است که حقیقت باورها در یک حوزه خاص در واقع با موفقیت تکاملی مرتبط است، بنابراین می‌توان انتظار داشت که تکامل سیستم‌هایی را طراحی کند که باورهای واقعی را در آن حوزه تولید کند. در این مقاله ارتباط بین حقیقت و موفقیت تکاملی را «پل میلوین» نامیده شده‌است، پس از این سنت که پیروزی مسیحیت در نبرد پل میلوین را به حقیقت مسیحیت نسبت می‌دهد و استدلال شده‌است که پل میلوین را می‌توان برای باورهای عقل سلیم ساخت و به باورهای علمی تعمیم داد، اما این موضوع در مورد باورهای اخلاقی و مذهبی صدق نمی‌کند.

## جوایز و افتخارات
در سال ۲۰۱۷، او جایزه جایزه کمک هزینه تحصیلی استرالیا را دریافت کرد.